# Font de la plaça d'Artós
La font de la plaça d'Artós es troba a la plaça homònima de Sarrià (Barcelona) i està catalogada com a bé d'interès documental (categoria D).

## Història
El 29 de juliol de 1872, l'Ajuntament de Sarrià va concedir permís a Francesca Vilardell i al seu fill Joan Frederic Muntadas i Vilardell
per a construir un enreixat a la seva finca del carrer de Buenos Aires, posant fi a un llarg litigi. El 19 de desembre del mateix any, els Muntadas-Vilardell van escriure una carta en la qual volien compartir la seva joia amb el consistori i tot el poble de Sarrià, per la qual cosa sufragarien la construcció d'una font a la plaça d'Artós. La carta anava acompanyada d'un projecte a escala de la font i de les condicions de la donació: la família pagaria les despeses de la construcció i de les canalitzacions pertinents, sempre que l'Ajuntament fos l'encarregat d'aportar l'aigua necessària i que es fes càrrec de les reparacions posteriors.

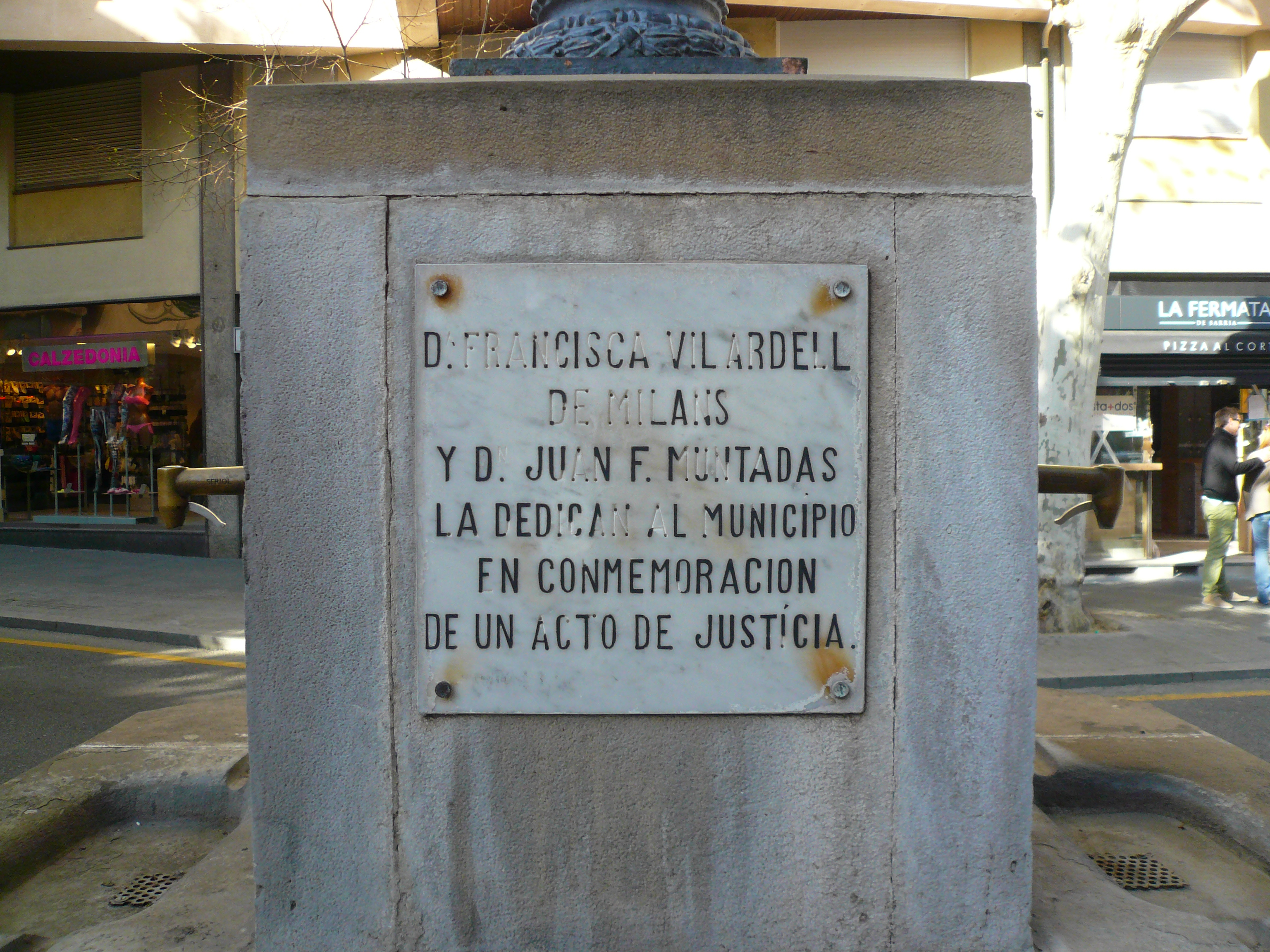
Placa commemorativa

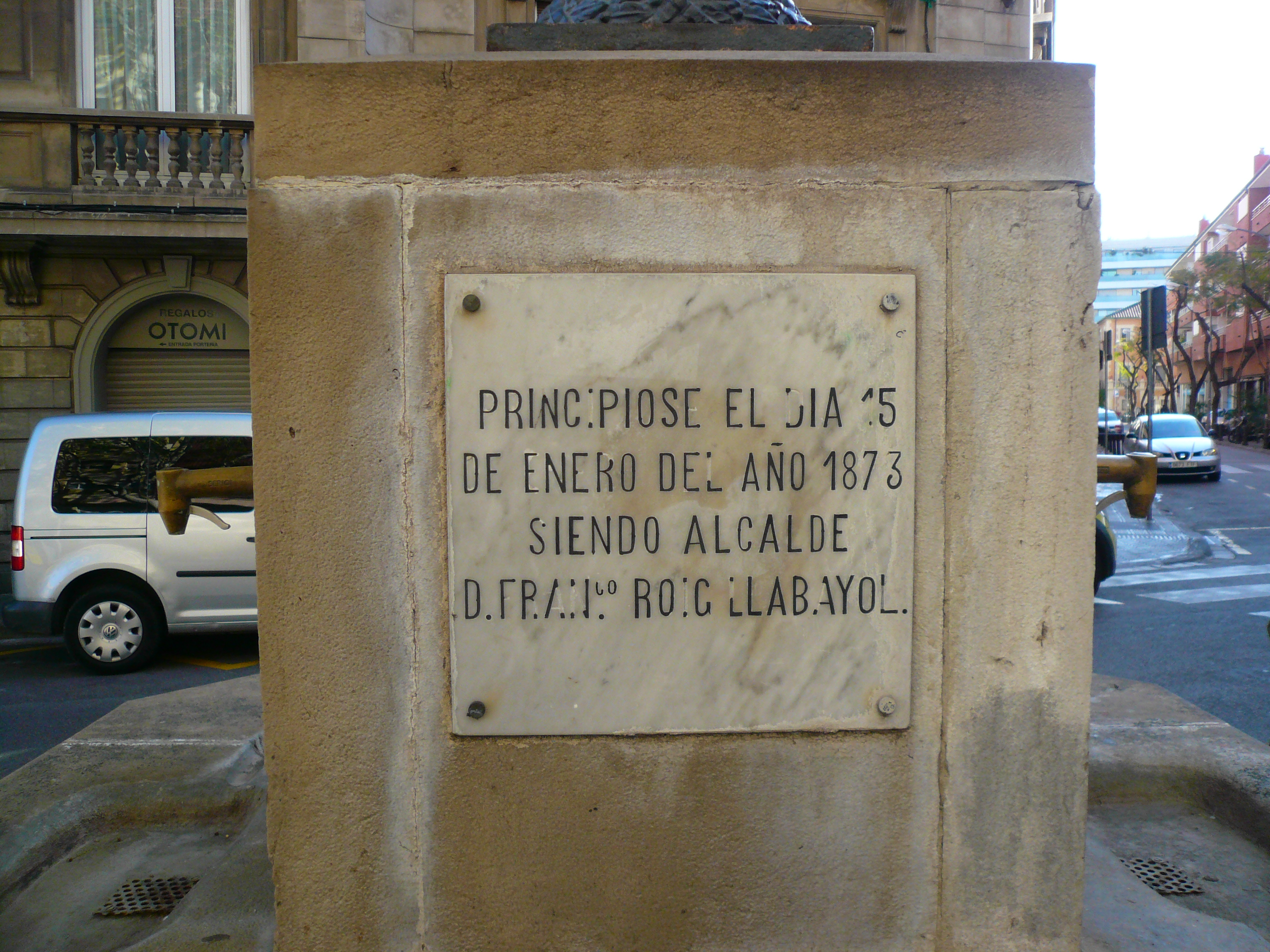
Placa commemorativa

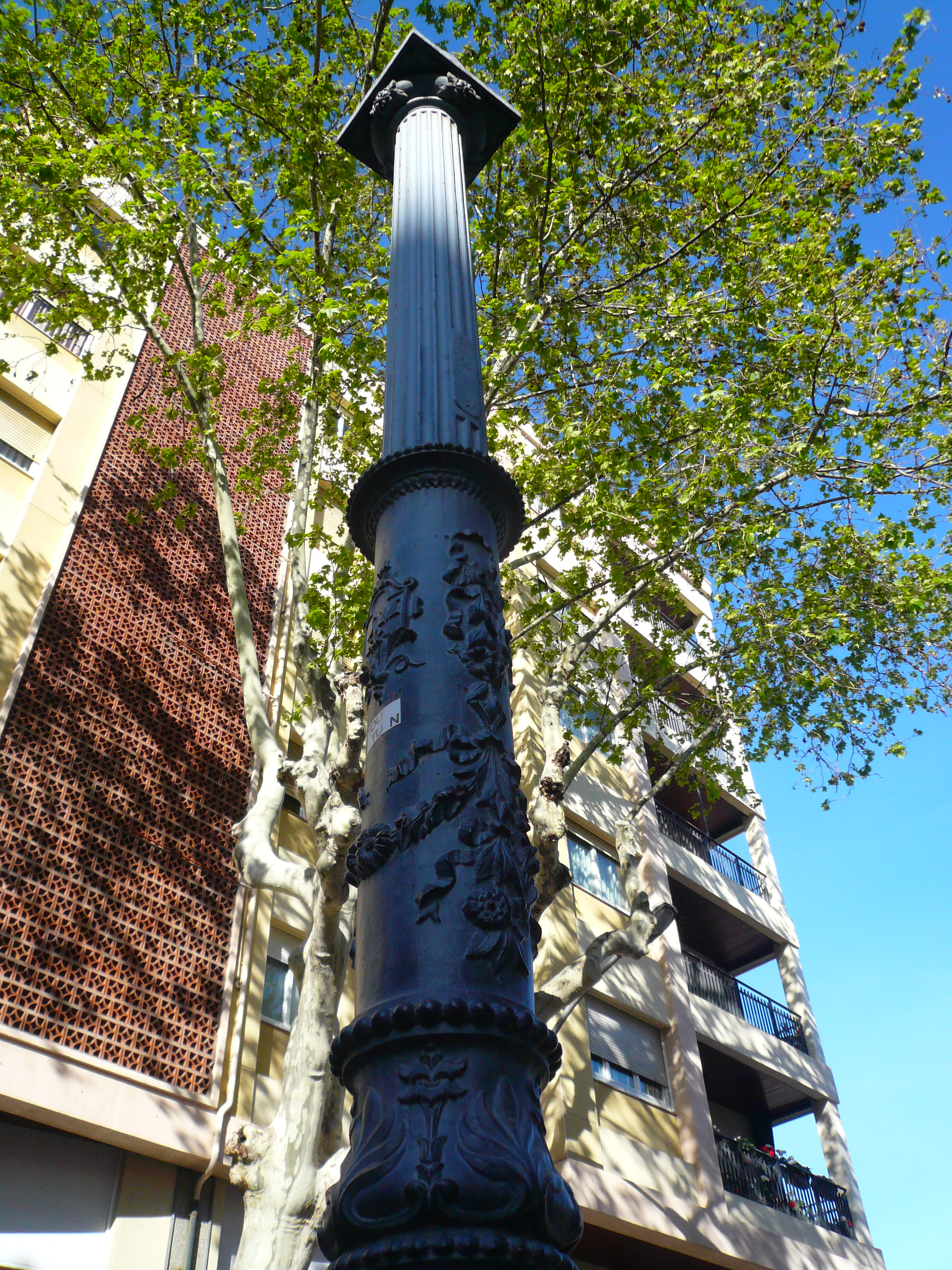
Columna de ferro colat

La font va ser inaugurada el 15 de gener del 1873 i va ser refeta l'any 1987, quan es va dur a terme la remodelació de la plaça.

## Descripció
Consta de tres elements ben diferenciats: la base de pedra de Montjuïc, de planta gairebé quadrada (1,93 x 1,93 m), i amb una alçada considerable (1,88 m) dona al conjunt un aspecte robust.
El cos dels brolladors és molt més petit i deixa suficient espai per a les dues piques i dues generoses lleixes on deixar els càntirs i les galledes, en un intent de fer més còmode la feixuga feina d'anar a buscar aigua. A les dues cares laterals hi ha sengles plaques commemoratives: «Dª. FRANCISCA VILARDELL DE MILANS Y D. JUAN F. MUNTADAS LA DEDICAN EN CONMEMORACION DE UN ACTO DE JUSTICIA» i «PRINCIPIOSE EL DIA 15 DE ENERO DEL AÑO 1873 SIENDO ALCALDE D. FRANCO. ROIG LLABAYOL»
La columna de ferro colat té un primer cos profusament decorat amb fistons on apareixen les inicials dels donants, J.M. a la banda de mar, i F.V. a la de muntanya. A mitja alçada hi ha les marques deixades pels dos braços amb fanals, avui desapareguts, però que apareixen al projecte conservat a l'Arxiu Municipal del Districte. Al capdamunt de la columna, sobre un capitell dòric amb flors, el conjunt acaba amb una bola amb la punta d'una fletxa.